# Кубок вызова АФК 2012
Кубок вызова АФК 2012 года — 4-й розыгрыш второго по значимости турнира национальных сборных АФК. Финальный турнир примет одна из участвующих команд. Победитель получит путёвку в финальный турнир Кубка Азии 2015.

## Отборочный турнир
В этом розыгрыше ни одна сборная не получила место в финальном турнире автоматически. В отборочном турнире примет участие 20 сборных. Турнир будет состоять из двух раундов. В первом раунде 8 худших по результатам предыдущего розыгрыша сборных будут разбиты на пары, 4 победителя и 12 оставшихся сборных примут участие в групповом этапе. На групповом этапе 16 сборных будут разбиты на 4 группы, по 2 лучшие команды из каждой группы выйдут в финальный турнир.
Квалификационный раунд преодолели:

 Палестина — победитель группы А 

 Филиппины — второе место группы А 

 Индия — победитель группы В 

 Туркменистан — второе место группы В 

 Мальдивы — победитель группы С 

 Таджикистан — второе место группы С 

 КНДР — победитель группы D 

 Непал — второе место группы D

## Стадионы
Оба стадиона расположены в Катманду.
- «Дасаратх Рангасала» (17 800 зрителей)
- «Халчовк» (3500 зрителей)

## Финал
| 19 марта 2012 | \| Туркменистан \| 1:2 \| КНДР \| \| Шамурадов 2' \| Голы \| Чен Ил-Гван 36' Чан Сон Хек 87' \| | «Dasarath Rangasala», Катманду Зрителей: 9000 Судья: Рюдзи Сато |
| Туркменистан  | 1:2                                                                                             | КНДР                                                            |
| Шамурадов 2'  | Голы                                                                                            | Чен Ил-Гван 36' Чан Сон Хек 87'                                 |

| Кубка вызова АФК 2012 |
| КНДР Второй титул     |

## Награды
По итогам турнира были присуждены следующие призы:
- «Честной игры»:  КНДР
- «Золотая бутса»:  Фил Янгхазбенд
- «Самый полезный игрок»:  Пак Нам Чхоль